# Alfredo Zacarías
Alfredo Héctor Zacarías Bustos (Ciudad de México, 21 de noviembre de 1941) es un guionista, productor y director de cine mexicano. Es hijo del director de cine Miguel Zacarías y primo del director de cine René Cardona Jr..
Empezó a escribir sus primeros guiones en 1960 y participó en al menos una película como guionista cada año a partir de 1962. A partir de los años ochenta sus obras disminuyeron significativamente. Desde mediados de los años sesenta también trabajó como productor y director de cine, a menudo junto a su padre. A finales de la década de 1960 empieza a colaborar con Gaspar Henaine, conocido por el personaje «Capulina», con quien hizo varias películas que fueron gran éxito de taquilla.
Con Abejas asesinas participó en la sección competitiva del XI Festival de Cine de Sitges (1978) donde ganó la medalla de plata a los mejores efectos especiales. Esta película y Demonoid: Messenger of Death fueron emitidas en el canal de televisión alemán Tele 5 dentro del programa Die schlechtesten Filme aller Zeiten («Las peores películas de todos los tiempos»).

## Filmografía
- The Bandits (1967)
- Ven a cantar conmigo (1967)
- Operación carambola (1968)
- Un extraño en la casa (1968)
- Mi padrino (1969)
- Capulina corazón de león (1970)
- Capulina Speedy González (1970)
- El hermano Capulina (1970)
- Jóvenes de la zona rosa (1970)
- La vida de Chucho el Roto (1970)
- Los amores de Chucho el Roto (1970)
- Yo soy Chucho el Roto (1970)
- El inolvidable Chucho el Roto (1971)
- Me he de comer esa tuna (1972)
- Ni solteros, ni casados (1972)
- Capulina contra las momias (1973)
- El caballo torero (1973)
- El karateca azteca (1976)
- Lo veo y no lo creo (1977)
- Abejas asesinas (1978)
- El rey de Monterrey (1981)
- Demonoid: Messenger of Death (1981)
- El naco más naco (1982)
- El sargento Capulina (1983)
- Crime of Crimes (1989)
- Las nachas (1991)
- La perla (2001)